# Картер, Девин
Девин Картер (англ. Devin Carter; род. 24 марта 2002 года, Уэст-Палм-Бич, Флорида) — американский баскетболист, выступающий на позиции атакующего и разыгрывающего защитника. Игрок клуба НБА «Сакраменто Кингз». Сын баскетболиста Энтони Картера.

## Старшая школа и колледж
Учился в старшей школе Черри-Крик в Гринвуд-Виллидж, Колорадо, подготовительной школе Дорала в одноимённом городе во Флориде и в Академии Брюстера в Вулфборо, Нью-Гэмпшир, где играл в баскетбол.
В 2021 году поступил в Южно-Каролинский университет, где продолжил играть в баскетбол. В своём дебютном сезоне за 30 игр в среднем проводил на паркете 19 минут, набирая 9 очков, 3,8 подборов и 1,8 передач. Весной 2022 года решил сменить команду и перешёл в Колледж Провиденса. В дебютном сезоне в новой команде провёл 33 игры, проводя на поле 32 минуты и набирая 13 очков, 4,9 подборов и 2,5 ассиста. На третьем курсе показывал свою лучшую статистику: за 35 минут за игру он набирал 19,7 очков, 8,7 подборов, 3,6 передач и 1,8 перехватов. В том году был выбран в первую сборную всех звёзд конференции и был назван баскетболистом года.

## Профессиональная карьера
На драфте НБА 2024 года был выбран в первом раунде под общим 13-м номером командой «Сакраменто Кингз», с которой подписал контракт 9 июля. Сперва выступал за аффилированный клуб Джи-Лиги «Стоктон Кингз». В НБА дебютировал 3 января 2025 года против команды «Мемфис Гризлис», ассистентом тренера которой являлся его отец Энтони, набрав 0 очков, 5 подборов и 2 передачи.

## Статистика

### Статистика в NCAA
| Сезон | Команда        | Conf           | Class          | GP | GS | MPG  | FG%  | 3P%  | FT%  | RPG | APG | SPG | BPG | PPG  |
| --- | -------------- | -------------- | -------------- | -- | -- | ---- | ---- | ---- | ---- | --- | --- | --- | --- | ---- |
| 2021/22 | Южная Каролина | SEC            | FR             | 30 | 7  | 18,7 | 42,0 | 26,7 | 68,8 | 3,8 | 1,8 | 0,9 | 0,3 | 9,0  |
| 2022/23 | Провиденс      | Big East       | SO             | 33 | 33 | 32,0 | 42,7 | 29,9 | 72,0 | 4,9 | 2,5 | 1,8 | 1,1 | 13,0 |
| 2023/24 | Провиденс      | Big East       | JR             | 33 | 33 | 35,3 | 47,3 | 37,7 | 74,9 | 8,7 | 3,6 | 1,8 | 1,0 | 19,7 |
| Всего | Всего          | Всего          | Всего          | 96 | 73 | 29,0 | 44,7 | 33,8 | 72,3 | 5,9 | 2,7 | 1,5 | 0,8 | 14,1 |
| Южная Каролина | Южная Каролина | Южная Каролина | Южная Каролина | 30 | 7  | 18,7 | 42,0 | 26,7 | 68,8 | 3,8 | 1,8 | 0,9 | 0,3 | 9,0  |
| Провиденс | Провиденс      | Провиденс      | Провиденс      | 66 | 66 | 33,7 | 45,4 | 35,0 | 73,5 | 6,8 | 3,0 | 1,8 | 1,0 | 16,4 |
| Наведите курсор мыши на аббревиатуры в заголовке таблицы, чтобы прочесть их расшифровку Статистика приведена с сайта sports-reference.com |                |                |                |    |    |      |      |      |      |     |     |     |     |      |